# Uloborus montifer
Espèce
Uloborus montifer est une espèce d'araignées aranéomorphes de la famille des Uloboridae.

## Distribution
Cette espèce est endémique d'Upolu aux Samoa,.

## Publication originale
- Marples, 1955 : Spiders from western Samoa. Journal of the Linnean Society of London, Zoology, vol. 42, p. 453-504.